# 테우히다 벤 셰이크
테우히다 벤 셰이크(아랍어: توحيدة بن الشيخ, Tewhida Ben Sheikh, 1909년 1월 2일 ~ 2010년 12월 6일)는 튀니지의 의사이다. 1928년에 튀니지 출신 여성으로는 최초로 학사 학위를 취득한 것으로 유명하다. 또한 아랍 세계에서는 최초로 소아과 의사 및 산부인과 전문의로 근무했으며 튀니지에서 최초로 의학 협회 여성 회원이 되기도 했다. 소아과, 산부인과 전문의로 근무했던 그는 피임 방법과 낙태에 대한 접근을 용이하게 하는 등 성 건강의 선구자로 여겨진다.

## 생애
테우히다 벤 셰이크는 1909년 1월 2일에 튀니지 튀니스에서 태어났다. 그의 가족은 당시 프랑스 보호령으로 있던 튀니지 북동부에 위치한 라스제벨 출신이다. 테우히다는 아주 어린 시절에 아버지였던 만수르 벤 셰이크를 잃었는데 테우히다의 어머니인 할루마는 테우히다를 포함한 4명의 남매들을 돌보았다.
벤 셰이크는 프랑스 보호령 당국이 무슬림 소녀들을 위해 설립한 공립학교인 뤼드뤼시 고등학교에서 아랍어, 프랑스어를 배웠다. 1918년부터 1922년 사이에 파샤 거리의 자매들과 함께 공부했고 나중에 튀니스에 위치한 아르망 팔리에르 고등학교에 입학하게 된다. 1928년에는 튀니지의 무슬림 여성으로는 최초로 학사 학위를 취득했다.
튀니지 주재 루이 파스퇴르 연구소 소장으로 근무하고 있던 프랑스의 세균학자인 에티엔 브뤼네와 그의 아내는 벤 셰이크가 프랑스 파리에 위치한 의과대학교에 등록할 수 있도록 도움을 제공했다. 테우히다는 아버지의 불안함을 극복하기 위하여 어머니의 지원을 받았고 1929년에 프랑스 파리에 도착하게 된다. 테우히다는 1936년에 소아과를 전문으로 졸업하고 튀니지로 돌아오게 된다.

### 의사 경력
튀니지의 공공 병원 서비스가 프랑스 당국에 의해 통제되어 있었기 때문에 벤 셰이크는 민간 의학을 연습했고 나중에 튀니스 메디나 근처에 위치한 바브메나라에서 병원을 개업하게 된다. 그는 처음에 일반 의학에 전념했는데 그의 진료에 많은 여성들이 많이 유입된 것을 감안해서 산부인과 전문의로 전향하게 된다. 1955년에는 튀니스에 위치한 샤를-니콜 병원에서 산부인과 전문의로 임명되었고 1964년부터 1977년까지 아지자 오트마나 병원에서 근무하게 된다.
테우히다 벤 셰이크는 가족 계획과 1973년에 튀니지에서 합법화된 낙태의 권리를 위해 싸웠다. 1963년에는 가족 계획 서비스를 설립했고 1968년에는 가족 계획 경영을 담당하기 이전에 이 분야를 전문으로 하는 병원을 설립했다. 1970년에는 가족 계획 이사회를 인수했는데 이 분야에 소속되어 있던 다른 의사들도 그와 함께 훈련했다. 그는 튀니지 적신월사의 부총재를 역임했다.
벤 셰이크는 1937년에 파리에서 돌아온 이후에 《레일라》라는 새로운 잡지를 창간했는데 이 잡지는 "북아프리카 무슬림 여성의 진화와 해방을 위한 계몽된 월간 잡지"를 표방했다. 그는 튀니지의 여성주의자인 브시라 벤 므라드가 설립한 튀니지 무슬림 여성 연합의 회원이기도 했다. 2010년 12월 6일에 향년 101세를 일기로 사망했다.

## 사생활
테우히다 벤 셰이크는 1943년에 치과의사와 결혼했는데 수의사인 파이셀 벤지나, 치과 의사인 오마르 벤지나, 튀니지 국립 유산 연구소 소속 역사학자이자 고고학자인 제이네브 벤지나 등 2명의 아들과 딸을 두었다. 그는 1920년에 시작된 튀니지 국민 운동에서 핵심적인 역할을 한 정치인인 타하르 벤 암마르(1889년 ~ 1985년)의 조카이기도 하다.

## 유산
2020년 3월 27일에는 튀니지 중앙은행이 테우히다 벤 셰이크의 초상화가 그려진 10디나르 지폐를 발행했다. 그는 북아프리카에서 발행된 법정 통화 지폐에 등장한 최초의 여성이기도 하다. 튀니지 중앙은행 총재는 공식 성명을 통해 "튀니지 중앙은행은 2년 동안에 걸친 논의 끝에 코로나19 범유행이라는 위기에서 최전선에 있는 보건 인력에게 경의를 표하는 생각으로 테우히다 벤 셰이크에게 헌정하는 지폐를 발행하기로 결정했다."고 밝혔다.
2021년 3월 27일에는 구글이 그를 소재로 한 구글 두들을 공개했다.

## 같이 보기
- 피임